# ジーエーピー
株式会社ジーエーピー（英: gap Co, Ltd.）は、東京都品川区に本社のある、通信販売、ふるさと納税、電話・通信、でんきを提供する、G-Callの名称を用いている会社である。
ソフトバンクテレコム（旧日本テレコム）と大口契約した回線を利用者に提供する再販会社である。プレミアムをつけて再販して差額分を収益とする。通信のほかに食品など通販も営む。一般第二種電気通信事業者（届出番号A-10-2942）。

## G-Call国内/国際電話
国内通信は、携帯発国内に力を入れている。消費税の非課税の海外経由のため、電話番号の頭に0063を付けてのNTT固定電話宛の発信などでは一部で電話番号が表示されないという欠点もあるが30秒当たり８円で通話が出来、消費税が課税対象の30秒当たり8.8円になるものの、別の国内のプレフィックス番号を使う事により番号通知が可能になっており、通常の携帯電話の料金プランにくらべおおむね通話料金が60%程度安くすることができる。

## その他サービス
SIM、Wi-Fiルータ、でんき、ショッピング、ふるさと納税 